# Tour de Suisse 2022
La 85e édition du Tour de Suisse a lieu du 12 au 19 juin 2022. La course cycliste se déroule en Suisse et au Liechtenstein sur un format de huit étapes entre Küsnacht et Vaduz et un total de 1 339,6 km.
L'épreuve fait partie du calendrier UCI World Tour 2022 en catégorie 1.UWT.

## Présentation

### Parcours
La première étape se présente sous la forme d'un circuit à accomplir quatre fois autour de Küsnacht et au bord des lacs de Greifen et de Zurich avec deux cols de troisième catégorie à franchir à chaque passage. La deuxième étape est une étape dite de transition mais comprenant trois cols dont deux de deuxième catégorie avec un dernier sommet à franchir 14 km avant l'arrivée à Aesch. Après une troisième vallonnée parcourant le Jura avec une arrivée à Granges, l'étape suivante, présentant moins de grosses difficultés, est dessinée pour les sprinteurs qui pourront rester parmi les meilleurs lors de l'ascension d'un col de deuxième catégorie situé à une quinzaine de kilomètres de l'arrivée à Brunnen, au bord du lac des Quatre-Cantons. La cinquième étape qui parcourt les routes du Tessin est ponctuée de courtes montées et descentes menant à Novazzano, commune proche de la frontière italienne. La sixième étape est l'étape reine de ce Tour de Suisse avec, au programme, deux cols classés hors catégorie : le col du Nufenen escaladé à mi-parcours et une arrivée au col de Moosalp dans le canton du Valais. La septième étape n'est pas beaucoup plus facile que celle disputée la veille. Elle se termine aussi par une arrivée au sommet dans la station de ski de Malbun au Liechtenstein. Le Tour reste dans cette principauté lors de la dernière étape courue sous la forme d'un contre-la-montre au relief assez plat autour de la capitale principautaire de Vaduz. Au vu du profil des étapes, la victoire finale devrait se disputer lors des trois dernières étapes (deux arrivées au sommet et un contre-la-montre).

### Équipes
Le Tour de Suisse figurant au calendrier de l'UCI World Tour, les dix-huit WorldTeams y participent. Trois ProTeams et une équipe nationale, la Suisse, sont invitées. Vingt-deux équipes participent ainsi à ce Tour de Suisse :
| WorldTeams (18)- AG2R Citroën Team - Astana Qazaqstan Team - Bahrain Victorious - Bora-Hansgrohe - Cofidis - EF Education-EasyPost - Groupama-FDJ - Ineos Grenadiers - Intermarché-Wanty-Gobert Matériaux - Israel-Premier Tech - Jumbo-Visma - Lotto-Soudal - Movistar Team - Quick-Step Alpha Vinyl - BikeExchange-Jayco - Team DSM - Trek-Segafredo - UAE Team Emirates ProTeams (3)- Alpecin-Fenix - Human Powered Health - TotalEnergies Équipe nationale- Suisse |
| |

### Favoris
Le principal favori est le Colombien Daniel Martínez, vainqueur en avril du Tour du Pays basque et faisant partie du team Ineos Grenadiers, solide équipe qui a déjà fait ses preuves lors de plusieurs courses à étapes et comptant aussi dans ses rangs les Britanniques Geraint Thomas et Adam Yates. Les autres favoris sont les autres Colombiens Sergio Higuita (Bora Hansgrohe), vainqueur en mars du Tour de Catalogne, et Rigoberto Urán (EF Education), le Français Thibaut Pinot (Groupama FDJ), l'Espagnol Ion Izagirre, deuxième au Tour du Pays basque, le Russe Aleksandr Vlasov (Bora Hansgrohe), vainqueur du Tour de Romandie et le jeune Belge Remco Evenepoel (Quick-Step Alpha Vinyl), récent lauréat du Tour de Norvège. Parmi les autres favoris ou outsiders, on peut aussi citer l'Espagnol Mikel Landa (Bahrain Victorious) et son coéquipier suisse Gino Mäder, deuxième du Tour de Romandie, le Canadien Michael Woods (Israel Premier Tech) et son coéquipier danois Jakob Fuglsang, le Colombien Sebastián Henao (Astana), l'Américain Sepp Kuss (Jumbo Visma), l'Australien Jay Vine (Alpecin Fenix) et l'Italien Domenico Pozzovivo (Intermarché Wanty Gobert).

## Étapes
| Étape     | Date    | Villes étapes       | type                        | Distance (km) | Dénivelé (m) | Vainqueur d'étape  | Leader du classement général |
| --------- | ------- | ------------------- | --------------------------- | ------------- | ------------ | ------------------ | ---------------------------- |
| 1re étape | 12 juin | Küsnacht – Küsnacht | étape vallonnée             | 178           | 2 746 m      | Stephen Williams   | Stephen Williams             |
| 2e étape  | 13 juin | Küsnacht – Aesch    | étape vallonnée             | 199           | 2 746 m      | Andreas Leknessund | Stephen Williams             |
| 3e étape  | 14 juin | Aesch – Granges     | étape de moyenne montagne   | 177           | 3 125 m      | Peter Sagan        | Stephen Williams             |
| 4e étape  | 15 juin | Granges – Brunnen   | étape vallonnée             | 191           | 2 062 m      | Daryl Impey        | Stephen Williams             |
| 5e étape  | 16 juin | Ambrì – Novazzano   | étape de moyenne montagne   | 193           | 2 610 m      | Aleksandr Vlasov   | Aleksandr Vlasov             |
| 6e étape  | 17 juin | Locarno – Moosalp   | étape de montagne           | 180           | 4 155 m      | Nico Denz          | Jakob Fuglsang               |
| 7e étape  | 18 juin | Ambrì – Malbun      | étape de montagne           | 196           | 3 881 m      | Thibaut Pinot      | Sergio Higuita               |
| 8e étape  | 19 juin | Vaduz – Vaduz       | contre-la-montre individuel | 25,6          | 131 m        | Remco Evenepoel    | Geraint Thomas               |

## Déroulement de la course

### 1reétape
Une échappée de sept hommes se forme en début de course. Dans ce groupe d'attaque, se trouvent Casper Pedersen, Jay Vine et Quinn Simmons qui va glaner de nombreux points pour le classement du meilleur grimpeur. Le dernier fuyard est repris par le peloton à 6,5 km du terme. Ensuite, la course s'anime dans la dernière côte avec plusieurs attaques et accélérations qui déstabilisent le peloton et le scindent en plusieurs groupes. Plusieurs favoris sont lâchés. Finalement, c'est un groupe de quinze coureurs qui se présente à l'arrivée. Le Britannique Stephen Williams (Bahrain Victorious) s'impose au sprint.
| \| Classement de l'étape \| Classement de l'étape \| Classement de l'étape \| Classement de l'étape \| Classement de l'étape \| \| Coureur \| Coureur \| Pays \| Équipe \| Temps \| \| --------------------- \| --------------------- \| --------------------- \| ---------------------------------- \| --------------------- \| \| 1er \| Stephen Williams \| Royaume-Uni \| Bahrain Victorious \| 4 h 16 min 51 s \| \| 2e \| Maximilian Schachmann \| Allemagne \| Bora-Hansgrohe \| + 0 s \| \| 3e \| Andreas Kron \| Danemark \| Lotto-Soudal \| + 0 s \| \| 4e \| Marc Hirschi \| Suisse \| UAE Team Emirates \| + 0 s \| \| 5e \| Alexey Lutsenko \| Kazakhstan \| Astana Qazaqstan Team \| + 0 s \| \| 6e \| Ilan Van Wilder \| Belgique \| Quick-Step Alpha Vinyl \| + 0 s \| \| 7e \| Stefan Küng \| Suisse \| Groupama-FDJ \| + 0 s \| \| 8e \| Sergio Higuita \| Colombie \| Bora-Hansgrohe \| + 0 s \| \| 9e \| Sepp Kuss \| États-Unis \| Jumbo-Visma \| + 0 s \| \| 10e \| Domenico Pozzovivo \| Italie \| Intermarché-Wanty-Gobert Matériaux \| + 0 s \| |                       |             |                                    |                 |
| |                       |             |                                    |                 |
| |                       |             |                                    |                 |
| Classement de l'étape |                       |             |                                    |                 |
| Coureur | Coureur               | Pays        | Équipe                             | Temps           |
| 1er | Stephen Williams      | Royaume-Uni | Bahrain Victorious                 | 4 h 16 min 51 s |
| 2e | Maximilian Schachmann | Allemagne   | Bora-Hansgrohe                     | + 0 s           |
| 3e | Andreas Kron          | Danemark    | Lotto-Soudal                       | + 0 s           |
| 4e | Marc Hirschi          | Suisse      | UAE Team Emirates                  | + 0 s           |
| 5e | Alexey Lutsenko       | Kazakhstan  | Astana Qazaqstan Team              | + 0 s           |
| 6e | Ilan Van Wilder       | Belgique    | Quick-Step Alpha Vinyl             | + 0 s           |
| 7e | Stefan Küng           | Suisse      | Groupama-FDJ                       | + 0 s           |
| 8e | Sergio Higuita        | Colombie    | Bora-Hansgrohe                     | + 0 s           |
| 9e | Sepp Kuss             | États-Unis  | Jumbo-Visma                        | + 0 s           |
| 10e | Domenico Pozzovivo    | Italie      | Intermarché-Wanty-Gobert Matériaux | + 0 s           |

| \| Classement général \| Classement général \| Classement général \| Classement général \| Classement général \| \| Coureur \| Coureur \| Pays \| Équipe \| Temps \| \| ------------------ \| --------------------- \| ------------------ \| ---------------------------------- \| ------------------ \| \| 1er \| Stephen Williams \| Royaume-Uni \| Bahrain Victorious \| 4 h 16 min 41 s \| \| 2e \| Maximilian Schachmann \| Allemagne \| Bora-Hansgrohe \| + 4 s \| \| 3e \| Andreas Kron \| Danemark \| Lotto-Soudal \| + 6 s \| \| 4e \| Marc Hirschi \| Suisse \| UAE Team Emirates \| + 10 s \| \| 5e \| Alexey Lutsenko \| Kazakhstan \| Astana Qazaqstan Team \| + 10 s \| \| 6e \| Ilan Van Wilder \| Belgique \| Quick-Step Alpha Vinyl \| + 10 s \| \| 7e \| Stefan Küng \| Suisse \| Groupama-FDJ \| + 10 s \| \| 8e \| Sergio Higuita \| Colombie \| Bora-Hansgrohe \| + 10 s \| \| 9e \| Sepp Kuss \| États-Unis \| Jumbo-Visma \| + 10 s \| \| 10e \| Domenico Pozzovivo \| Italie \| Intermarché-Wanty-Gobert Matériaux \| + 10 s \| |                       |             |                                    |                 |
| |                       |             |                                    |                 |
| |                       |             |                                    |                 |
| Classement général |                       |             |                                    |                 |
| Coureur | Coureur               | Pays        | Équipe                             | Temps           |
| 1er | Stephen Williams      | Royaume-Uni | Bahrain Victorious                 | 4 h 16 min 41 s |
| 2e | Maximilian Schachmann | Allemagne   | Bora-Hansgrohe                     | + 4 s           |
| 3e | Andreas Kron          | Danemark    | Lotto-Soudal                       | + 6 s           |
| 4e | Marc Hirschi          | Suisse      | UAE Team Emirates                  | + 10 s          |
| 5e | Alexey Lutsenko       | Kazakhstan  | Astana Qazaqstan Team              | + 10 s          |
| 6e | Ilan Van Wilder       | Belgique    | Quick-Step Alpha Vinyl             | + 10 s          |
| 7e | Stefan Küng           | Suisse      | Groupama-FDJ                       | + 10 s          |
| 8e | Sergio Higuita        | Colombie    | Bora-Hansgrohe                     | + 10 s          |
| 9e | Sepp Kuss             | États-Unis  | Jumbo-Visma                        | + 10 s          |
| 10e | Domenico Pozzovivo    | Italie      | Intermarché-Wanty-Gobert Matériaux | + 10 s          |

### 2eétape
Dès le début de l'étape, se forme un groupe d'attaque qui finit par compter un maximum de dix coureurs. Alors que les fuyards sont encore cinq, le Norvégien Andreas Leknessund (Team DSM) s'isole en tête au pied du col du Challpass à 18 kilomètres de l'arrivée. Il parvient à résister au retour du peloton et s'impose en solitaire à Aesch.
| \| Classement de l'étape \| Classement de l'étape \| Classement de l'étape \| Classement de l'étape \| Classement de l'étape \| \| Coureur \| Coureur \| Pays \| Équipe \| Temps \| \| --------------------- \| --------------------- \| --------------------- \| ---------------------------------- \| --------------------- \| \| 1er \| Andreas Leknessund \| Norvège \| Team DSM \| 4 h 46 min 22 s \| \| 2e \| Alberto Bettiol \| Italie \| EF Education-EasyPost \| + 38 s \| \| 3e \| Michael Matthews \| Australie \| BikeExchange-Jayco \| + 38 s \| \| 4e \| Andrea Pasqualon \| Italie \| Intermarché-Wanty-Gobert Matériaux \| + 38 s \| \| 5e \| Matteo Trentin \| Italie \| UAE Team Emirates \| + 38 s \| \| 6e \| Nikias Arndt \| Allemagne \| Team DSM \| + 38 s \| \| 7e \| Stefan Küng \| Suisse \| Groupama-FDJ \| + 38 s \| \| 8e \| Edoardo Zambanini \| Italie \| Bahrain Victorious \| + 38 s \| \| 9e \| Daniel Oss \| Italie \| TotalEnergies \| + 38 s \| \| 10e \| Stefano Oldani \| Italie \| Alpecin-Fenix \| + 38 s \| |                    |           |                                    |                 |
| |                    |           |                                    |                 |
| |                    |           |                                    |                 |
| Classement de l'étape |                    |           |                                    |                 |
| Coureur | Coureur            | Pays      | Équipe                             | Temps           |
| 1er | Andreas Leknessund | Norvège   | Team DSM                           | 4 h 46 min 22 s |
| 2e | Alberto Bettiol    | Italie    | EF Education-EasyPost              | + 38 s          |
| 3e | Michael Matthews   | Australie | BikeExchange-Jayco                 | + 38 s          |
| 4e | Andrea Pasqualon   | Italie    | Intermarché-Wanty-Gobert Matériaux | + 38 s          |
| 5e | Matteo Trentin     | Italie    | UAE Team Emirates                  | + 38 s          |
| 6e | Nikias Arndt       | Allemagne | Team DSM                           | + 38 s          |
| 7e | Stefan Küng        | Suisse    | Groupama-FDJ                       | + 38 s          |
| 8e | Edoardo Zambanini  | Italie    | Bahrain Victorious                 | + 38 s          |
| 9e | Daniel Oss         | Italie    | TotalEnergies                      | + 38 s          |
| 10e | Stefano Oldani     | Italie    | Alpecin-Fenix                      | + 38 s          |

| \| Classement général \| Classement général \| Classement général \| Classement général \| Classement général \| \| Coureur \| Coureur \| Pays \| Équipe \| Temps \| \| ------------------ \| --------------------- \| ------------------ \| ---------------------------------- \| ------------------ \| \| 1er \| Stephen Williams \| Royaume-Uni \| Bahrain Victorious \| 9 h 03 min 41 s \| \| 2e \| Maximilian Schachmann \| Allemagne \| Bora-Hansgrohe \| + 4 s \| \| 3e \| Andreas Kron \| Danemark \| Lotto-Soudal \| + 6 s \| \| 4e \| Andreas Leknessund \| Norvège \| Team DSM \| + 7 s \| \| 5e \| Stefan Küng \| Suisse \| Groupama-FDJ \| + 10 s \| \| 6e \| Alexey Lutsenko \| Kazakhstan \| Astana Qazaqstan Team \| + 10 s \| \| 7e \| Sepp Kuss \| États-Unis \| Jumbo-Visma \| + 10 s \| \| 8e \| Marc Hirschi \| Suisse \| UAE Team Emirates \| + 10 s \| \| 9e \| Domenico Pozzovivo \| Italie \| Intermarché-Wanty-Gobert Matériaux \| + 10 s \| \| 10e \| Aleksandr Vlasov \| Russie \| Bora-Hansgrohe \| + 10 s \| |                       |             |                                    |                 |
| |                       |             |                                    |                 |
| |                       |             |                                    |                 |
| Classement général |                       |             |                                    |                 |
| Coureur | Coureur               | Pays        | Équipe                             | Temps           |
| 1er | Stephen Williams      | Royaume-Uni | Bahrain Victorious                 | 9 h 03 min 41 s |
| 2e | Maximilian Schachmann | Allemagne   | Bora-Hansgrohe                     | + 4 s           |
| 3e | Andreas Kron          | Danemark    | Lotto-Soudal                       | + 6 s           |
| 4e | Andreas Leknessund    | Norvège     | Team DSM                           | + 7 s           |
| 5e | Stefan Küng           | Suisse      | Groupama-FDJ                       | + 10 s          |
| 6e | Alexey Lutsenko       | Kazakhstan  | Astana Qazaqstan Team              | + 10 s          |
| 7e | Sepp Kuss             | États-Unis  | Jumbo-Visma                        | + 10 s          |
| 8e | Marc Hirschi          | Suisse      | UAE Team Emirates                  | + 10 s          |
| 9e | Domenico Pozzovivo    | Italie      | Intermarché-Wanty-Gobert Matériaux | + 10 s          |
| 10e | Aleksandr Vlasov      | Russie      | Bora-Hansgrohe                     | + 10 s          |

### 3eétape
Une échappée s'est formée dès les premiers kilomètres de cette troisième étape. Six hommes la compose : Philippe Gilbert (Lotto Soudal), Stefan Bissegger (EF Education), Quinn Simmons (Trek-Segafredo), Joey Rosskopf (Human Powered Health), Manuele Boaro (Astana) et Mathias Reutimann (équipe suisse). Après avoir compté trois minutes d'avance sur le peloton, les échappés sont successivement rattrapés par le peloton, le dernier repris étant Bissegger à 11 kilomètres du terme. Le peloton se présente groupé à Granges et la victoire se joue au sprint remporté par Peter Sagan qui signe un premier succès dans sa nouvelle équipe TotalEnergies.
| \| Classement de l'étape \| Classement de l'étape \| Classement de l'étape \| Classement de l'étape \| Classement de l'étape \| \| Coureur \| Coureur \| Pays \| Équipe \| Temps \| \| --------------------- \| --------------------- \| --------------------- \| ---------------------------------- \| --------------------- \| \| 1er \| Peter Sagan \| Slovaquie \| TotalEnergies \| 4 h 28 min 38 s \| \| 2e \| Bryan Coquard \| France \| Cofidis \| + 0 s \| \| 3e \| Alexander Kristoff \| Norvège \| Intermarché-Wanty-Gobert Matériaux \| + 0 s \| \| 4e \| Tom Pidcock \| Royaume-Uni \| Ineos Grenadiers \| + 0 s \| \| 5e \| Alex Aranburu \| Espagne \| Movistar Team \| + 0 s \| \| 6e \| Matteo Trentin \| Italie \| UAE Team Emirates \| + 0 s \| \| 7e \| Cees Bol \| Pays-Bas \| Team DSM \| + 0 s \| \| 8e \| Michael Matthews \| Australie \| BikeExchange-Jayco \| + 0 s \| \| 9e \| Mike Teunissen \| Pays-Bas \| Jumbo-Visma \| + 0 s \| \| 10e \| Alberto Bettiol \| Italie \| EF Education-EasyPost \| + 0 s \| |                    |             |                                    |                 |
| |                    |             |                                    |                 |
| |                    |             |                                    |                 |
| Classement de l'étape |                    |             |                                    |                 |
| Coureur | Coureur            | Pays        | Équipe                             | Temps           |
| 1er | Peter Sagan        | Slovaquie   | TotalEnergies                      | 4 h 28 min 38 s |
| 2e | Bryan Coquard      | France      | Cofidis                            | + 0 s           |
| 3e | Alexander Kristoff | Norvège     | Intermarché-Wanty-Gobert Matériaux | + 0 s           |
| 4e | Tom Pidcock        | Royaume-Uni | Ineos Grenadiers                   | + 0 s           |
| 5e | Alex Aranburu      | Espagne     | Movistar Team                      | + 0 s           |
| 6e | Matteo Trentin     | Italie      | UAE Team Emirates                  | + 0 s           |
| 7e | Cees Bol           | Pays-Bas    | Team DSM                           | + 0 s           |
| 8e | Michael Matthews   | Australie   | BikeExchange-Jayco                 | + 0 s           |
| 9e | Mike Teunissen     | Pays-Bas    | Jumbo-Visma                        | + 0 s           |
| 10e | Alberto Bettiol    | Italie      | EF Education-EasyPost              | + 0 s           |

| \| Classement général \| Classement général \| Classement général \| Classement général \| Classement général \| \| Coureur \| Coureur \| Pays \| Équipe \| Temps \| \| ------------------ \| ------------------ \| ------------------ \| ------------------- \| ------------------ \| \| 1er \| Stephen Williams \| Royaume-Uni \| Bahrain Victorious \| 13 h 32 min 19 s \| \| 2e \| Andreas Kron \| Danemark \| Lotto-Soudal \| + 6 s \| \| 3e \| Andreas Leknessund \| Norvège \| Team DSM \| + 7 s \| \| 4e \| Geraint Thomas \| Royaume-Uni \| Ineos Grenadiers \| + 7 s \| \| 5e \| Stefan Küng \| Suisse \| Groupama-FDJ \| + 10 s \| \| 6e \| Sepp Kuss \| États-Unis \| Jumbo-Visma \| + 10 s \| \| 7e \| Marc Hirschi \| Suisse \| UAE Team Emirates \| + 10 s \| \| 8e \| Aleksandr Vlasov \| Russie \| Bora-Hansgrohe \| + 10 s \| \| 9e \| Jakob Fuglsang \| Danemark \| Israel-Premier Tech \| + 10 s \| \| 10e \| Adam Yates \| Royaume-Uni \| Ineos Grenadiers \| + 10 s \| |                    |             |                     |                  |
| |                    |             |                     |                  |
| |                    |             |                     |                  |
| Classement général |                    |             |                     |                  |
| Coureur | Coureur            | Pays        | Équipe              | Temps            |
| 1er | Stephen Williams   | Royaume-Uni | Bahrain Victorious  | 13 h 32 min 19 s |
| 2e | Andreas Kron       | Danemark    | Lotto-Soudal        | + 6 s            |
| 3e | Andreas Leknessund | Norvège     | Team DSM            | + 7 s            |
| 4e | Geraint Thomas     | Royaume-Uni | Ineos Grenadiers    | + 7 s            |
| 5e | Stefan Küng        | Suisse      | Groupama-FDJ        | + 10 s           |
| 6e | Sepp Kuss          | États-Unis  | Jumbo-Visma         | + 10 s           |
| 7e | Marc Hirschi       | Suisse      | UAE Team Emirates   | + 10 s           |
| 8e | Aleksandr Vlasov   | Russie      | Bora-Hansgrohe      | + 10 s           |
| 9e | Jakob Fuglsang     | Danemark    | Israel-Premier Tech | + 10 s           |
| 10e | Adam Yates         | Royaume-Uni | Ineos Grenadiers    | + 10 s           |

### 4eétape
L'échappée du jour prend forme après une quinzaine de kilomètres. Elle se compose de trois coureurs : Matthew Holmes (Lotto Soudal), Jimmy Janssens (Alpecin-Fenix) et Markus Hoelgaard (Trek-Segafredo). Mais le trio est progressivement repris dans la montée de Sattel, à moins de 20 km du terme, par le peloton. Au sommet de Sattel (15 km de l'arrivée), le peloton compte encore une trentaine d'hommes dont le maillot jaune Stephen Williams (Bahrain-Victorious), qui a recollé, après avoir été un temps distancé. À Brunnen, le Sud-Africain Daryl Impey (Israel-Premier Tech) remporte le sprint devant Michael Matthews (BikeExchange). 
| \| Classement de l'étape \| Classement de l'étape \| Classement de l'étape \| Classement de l'étape \| Classement de l'étape \| \| Coureur \| Coureur \| Pays \| Équipe \| Temps \| \| --------------------- \| --------------------- \| --------------------- \| --------------------- \| --------------------- \| \| 1er \| Daryl Impey \| Afrique du Sud \| Israel-Premier Tech \| 4 h 14 min 09 s \| \| 2e \| Michael Matthews \| Australie \| BikeExchange-Jayco \| + 0 s \| \| 3e \| Søren Kragh Andersen \| Danemark \| Team DSM \| + 0 s \| \| 4e \| Alberto Bettiol \| Italie \| EF Education-EasyPost \| + 0 s \| \| 5e \| Tom Pidcock \| Royaume-Uni \| Ineos Grenadiers \| + 0 s \| \| 6e \| Alex Aranburu \| Espagne \| Movistar Team \| + 0 s \| \| 7e \| Felix Großschartner \| Autriche \| Bora-Hansgrohe \| + 0 s \| \| 8e \| Gianluca Brambilla \| Italie \| Trek-Segafredo \| + 0 s \| \| 9e \| Mathieu Burgaudeau \| France \| TotalEnergies \| + 0 s \| \| 10e \| Stefan Küng \| Suisse \| Groupama-FDJ \| + 0 s \| |                      |                |                       |                 |
| |                      |                |                       |                 |
| |                      |                |                       |                 |
| Classement de l'étape |                      |                |                       |                 |
| Coureur | Coureur              | Pays           | Équipe                | Temps           |
| 1er | Daryl Impey          | Afrique du Sud | Israel-Premier Tech   | 4 h 14 min 09 s |
| 2e | Michael Matthews     | Australie      | BikeExchange-Jayco    | + 0 s           |
| 3e | Søren Kragh Andersen | Danemark       | Team DSM              | + 0 s           |
| 4e | Alberto Bettiol      | Italie         | EF Education-EasyPost | + 0 s           |
| 5e | Tom Pidcock          | Royaume-Uni    | Ineos Grenadiers      | + 0 s           |
| 6e | Alex Aranburu        | Espagne        | Movistar Team         | + 0 s           |
| 7e | Felix Großschartner  | Autriche       | Bora-Hansgrohe        | + 0 s           |
| 8e | Gianluca Brambilla   | Italie         | Trek-Segafredo        | + 0 s           |
| 9e | Mathieu Burgaudeau   | France         | TotalEnergies         | + 0 s           |
| 10e | Stefan Küng          | Suisse         | Groupama-FDJ          | + 0 s           |

| \| Classement général \| Classement général \| Classement général \| Classement général \| Classement général \| \| Coureur \| Coureur \| Pays \| Équipe \| Temps \| \| ------------------ \| ------------------ \| ------------------ \| ------------------- \| ------------------ \| \| 1er \| Stephen Williams \| Royaume-Uni \| Bahrain Victorious \| 17 h 46 min 28 s \| \| 2e \| Andreas Kron \| Danemark \| Lotto-Soudal \| + 6 s \| \| 3e \| Geraint Thomas \| Royaume-Uni \| Ineos Grenadiers \| + 7 s \| \| 4e \| Andreas Leknessund \| Norvège \| Team DSM \| + 7 s \| \| 5e \| Stefan Küng \| Suisse \| Groupama-FDJ \| + 10 s \| \| 6e \| Marc Hirschi \| Suisse \| UAE Team Emirates \| + 10 s \| \| 7e \| Sepp Kuss \| États-Unis \| Jumbo-Visma \| + 10 s \| \| 8e \| Jakob Fuglsang \| Danemark \| Israel-Premier Tech \| + 10 s \| \| 9e \| Aleksandr Vlasov \| Russie \| Bora-Hansgrohe \| + 10 s \| \| 10e \| Adam Yates \| Royaume-Uni \| Ineos Grenadiers \| + 10 s \| |                    |             |                     |                  |
| |                    |             |                     |                  |
| |                    |             |                     |                  |
| Classement général |                    |             |                     |                  |
| Coureur | Coureur            | Pays        | Équipe              | Temps            |
| 1er | Stephen Williams   | Royaume-Uni | Bahrain Victorious  | 17 h 46 min 28 s |
| 2e | Andreas Kron       | Danemark    | Lotto-Soudal        | + 6 s            |
| 3e | Geraint Thomas     | Royaume-Uni | Ineos Grenadiers    | + 7 s            |
| 4e | Andreas Leknessund | Norvège     | Team DSM            | + 7 s            |
| 5e | Stefan Küng        | Suisse      | Groupama-FDJ        | + 10 s           |
| 6e | Marc Hirschi       | Suisse      | UAE Team Emirates   | + 10 s           |
| 7e | Sepp Kuss          | États-Unis  | Jumbo-Visma         | + 10 s           |
| 8e | Jakob Fuglsang     | Danemark    | Israel-Premier Tech | + 10 s           |
| 9e | Aleksandr Vlasov   | Russie      | Bora-Hansgrohe      | + 10 s           |
| 10e | Adam Yates         | Royaume-Uni | Ineos Grenadiers    | + 10 s           |

### 5eétape
En raison d'un cas de Covid-19, l'intégralité de l'équipe Jumbo-Visma se retire de l'épreuve dans la matinée, avant le départ de la course, quelques autres coureurs ne prennent pas le départ pour la même raison.
Aleksandr Vlasov gagne l'étape devant Neilson Powless.
| \| Classement de l'étape \| Classement de l'étape \| Classement de l'étape \| Classement de l'étape \| Classement de l'étape \| \| Coureur \| Coureur \| Pays \| Équipe \| Temps \| \| --------------------- \| --------------------- \| --------------------- \| --------------------- \| --------------------- \| \| 1er \| Aleksandr Vlasov \| Russie \| Bora-Hansgrohe \| 4 h 30 min 28 s \| \| 2e \| Neilson Powless \| États-Unis \| EF Education-EasyPost \| + 0 s \| \| 3e \| Jakob Fuglsang \| Danemark \| Israel-Premier Tech \| + 0 s \| \| 4e \| Geraint Thomas \| Royaume-Uni \| Ineos Grenadiers \| + 0 s \| \| 5e \| Diego Ulissi \| Italie \| UAE Team Emirates \| + 5 s \| \| 6e \| Felix Großschartner \| Autriche \| Bora-Hansgrohe \| + 6 s \| \| 7e \| Stefan Küng \| Suisse \| Groupama-FDJ \| + 6 s \| \| 8e \| Sergio Higuita \| Colombie \| Bora-Hansgrohe \| + 6 s \| \| 9e \| Maximilian Schachmann \| Allemagne \| Bora-Hansgrohe \| + 6 s \| \| 10e \| Sébastien Reichenbach \| Suisse \| Groupama-FDJ \| + 9 s \| |                       |             |                       |                 |
| |                       |             |                       |                 |
| |                       |             |                       |                 |
| Classement de l'étape |                       |             |                       |                 |
| Coureur | Coureur               | Pays        | Équipe                | Temps           |
| 1er | Aleksandr Vlasov      | Russie      | Bora-Hansgrohe        | 4 h 30 min 28 s |
| 2e | Neilson Powless       | États-Unis  | EF Education-EasyPost | + 0 s           |
| 3e | Jakob Fuglsang        | Danemark    | Israel-Premier Tech   | + 0 s           |
| 4e | Geraint Thomas        | Royaume-Uni | Ineos Grenadiers      | + 0 s           |
| 5e | Diego Ulissi          | Italie      | UAE Team Emirates     | + 5 s           |
| 6e | Felix Großschartner   | Autriche    | Bora-Hansgrohe        | + 6 s           |
| 7e | Stefan Küng           | Suisse      | Groupama-FDJ          | + 6 s           |
| 8e | Sergio Higuita        | Colombie    | Bora-Hansgrohe        | + 6 s           |
| 9e | Maximilian Schachmann | Allemagne   | Bora-Hansgrohe        | + 6 s           |
| 10e | Sébastien Reichenbach | Suisse      | Groupama-FDJ          | + 9 s           |

| \| Classement général \| Classement général \| Classement général \| Classement général \| Classement général \| \| Coureur \| Coureur \| Pays \| Équipe \| Temps \| \| ------------------ \| --------------------- \| ------------------ \| --------------------- \| ------------------ \| \| 1er \| Aleksandr Vlasov \| Russie \| Bora-Hansgrohe \| 22 h 16 min 56 s \| \| 2e \| Jakob Fuglsang \| Danemark \| Israel-Premier Tech \| + 6 s \| \| 3e \| Geraint Thomas \| Royaume-Uni \| Ineos Grenadiers \| + 7 s \| \| 4e \| Andreas Kron \| Danemark \| Lotto-Soudal \| + 14 s \| \| 5e \| Stefan Küng \| Suisse \| Groupama-FDJ \| + 16 s \| \| 6e \| Sergio Higuita \| Colombie \| Bora-Hansgrohe \| + 16 s \| \| 7e \| Neilson Powless \| États-Unis \| EF Education-EasyPost \| + 28 s \| \| 8e \| Felix Großschartner \| Autriche \| Bora-Hansgrohe \| + 40 s \| \| 9e \| Sébastien Reichenbach \| Suisse \| Groupama-FDJ \| + 43 s \| \| 10e \| Andreas Leknessund \| Norvège \| Team DSM \| + 44 s \| |                       |             |                       |                  |
| |                       |             |                       |                  |
| |                       |             |                       |                  |
| Classement général |                       |             |                       |                  |
| Coureur | Coureur               | Pays        | Équipe                | Temps            |
| 1er | Aleksandr Vlasov      | Russie      | Bora-Hansgrohe        | 22 h 16 min 56 s |
| 2e | Jakob Fuglsang        | Danemark    | Israel-Premier Tech   | + 6 s            |
| 3e | Geraint Thomas        | Royaume-Uni | Ineos Grenadiers      | + 7 s            |
| 4e | Andreas Kron          | Danemark    | Lotto-Soudal          | + 14 s           |
| 5e | Stefan Küng           | Suisse      | Groupama-FDJ          | + 16 s           |
| 6e | Sergio Higuita        | Colombie    | Bora-Hansgrohe        | + 16 s           |
| 7e | Neilson Powless       | États-Unis  | EF Education-EasyPost | + 28 s           |
| 8e | Felix Großschartner   | Autriche    | Bora-Hansgrohe        | + 40 s           |
| 9e | Sébastien Reichenbach | Suisse      | Groupama-FDJ          | + 43 s           |
| 10e | Andreas Leknessund    | Norvège     | Team DSM              | + 44 s           |

### 6eétape
Les cas de Covid-19 se multiplient et le peloton se réduit fortement avant le départ de la 6e étape. Parmi les non partants, on peut citer la maillot jaune Aleksandr Vlasov et acter le retrait des équipes Bahrain Victorious, UAE Emirates et Alpecin-Fenix. Un groupe de douze hommes part à l'attaque et possède un avantage allant jusqu'à plus de sept minutes sur le peloton. Dans la dernière ascension, le groupe des fuyards explose. Ils sont finalement encore cinq au sommet pour se disputer la victoire. L'Allemand Nico Denz s'impose de justesse devant le Français Clément Champoussin. Le peloton avec les favoris se présente avec plus de deux minutes de retard.
| \| Classement de l'étape \| Classement de l'étape \| Classement de l'étape \| Classement de l'étape \| Classement de l'étape \| \| Coureur \| Coureur \| Pays \| Équipe \| Temps \| \| --------------------- \| --------------------- \| --------------------- \| ---------------------- \| --------------------- \| \| 1er \| Nico Denz \| Allemagne \| Team DSM \| 5 h 11 min 14 s \| \| 2e \| Clément Champoussin \| France \| AG2R Citroën Team \| + 0 s \| \| 3e \| José Herrada \| Espagne \| Cofidis \| + 0 s \| \| 4e \| Quinn Simmons \| États-Unis \| Trek-Segafredo \| + 0 s \| \| 5e \| Fausto Masnada \| Italie \| Quick-Step Alpha Vinyl \| + 11 s \| \| 6e \| Quentin Pacher \| France \| Groupama-FDJ \| + 1 min 33 s \| \| 7e \| Roland Thalmann \| Suisse \| Team Vorarlberg \| + 3 min 26 s \| \| 8e \| Geraint Thomas \| Royaume-Uni \| Ineos Grenadiers \| + 2 min 14 s \| \| 9e \| Sergio Higuita \| Colombie \| Bora-Hansgrohe \| + 2 min 14 s \| \| 10e \| Jakob Fuglsang \| Danemark \| Israel-Premier Tech \| + 2 min 14 s \| |                     |             |                        |                 |
| |                     |             |                        |                 |
| |                     |             |                        |                 |
| Classement de l'étape |                     |             |                        |                 |
| Coureur | Coureur             | Pays        | Équipe                 | Temps           |
| 1er | Nico Denz           | Allemagne   | Team DSM               | 5 h 11 min 14 s |
| 2e | Clément Champoussin | France      | AG2R Citroën Team      | + 0 s           |
| 3e | José Herrada        | Espagne     | Cofidis                | + 0 s           |
| 4e | Quinn Simmons       | États-Unis  | Trek-Segafredo         | + 0 s           |
| 5e | Fausto Masnada      | Italie      | Quick-Step Alpha Vinyl | + 11 s          |
| 6e | Quentin Pacher      | France      | Groupama-FDJ           | + 1 min 33 s    |
| 7e | Roland Thalmann     | Suisse      | Team Vorarlberg        | + 3 min 26 s    |
| 8e | Geraint Thomas      | Royaume-Uni | Ineos Grenadiers       | + 2 min 14 s    |
| 9e | Sergio Higuita      | Colombie    | Bora-Hansgrohe         | + 2 min 14 s    |
| 10e | Jakob Fuglsang      | Danemark    | Israel-Premier Tech    | + 2 min 14 s    |

| \| Classement général \| Classement général \| Classement général \| Classement général \| Classement général \| \| Coureur \| Coureur \| Pays \| Équipe \| Temps \| \| ------------------ \| --------------------- \| ------------------ \| ---------------------------------- \| ------------------ \| \| 1er \| Jakob Fuglsang \| Danemark \| Israel-Premier Tech \| 27 h 30 min 30 s \| \| 2e \| Geraint Thomas \| Royaume-Uni \| Ineos Grenadiers \| + 1 s \| \| 3e \| Sergio Higuita \| Colombie \| Bora-Hansgrohe \| + 10 s \| \| 4e \| Neilson Powless \| États-Unis \| EF Education-EasyPost \| + 26 s \| \| 5e \| Felix Großschartner \| Autriche \| Bora-Hansgrohe \| + 34 s \| \| 6e \| Andreas Leknessund \| Norvège \| Team DSM \| + 46 s \| \| 7e \| Stefan Küng \| Suisse \| Groupama-FDJ \| + 49 s \| \| 8e \| Andreas Kron \| Danemark \| Lotto-Soudal \| + 1 min 00 s \| \| 9e \| Domenico Pozzovivo \| Italie \| Intermarché-Wanty-Gobert Matériaux \| + 1 min 07 s \| \| 10e \| Sébastien Reichenbach \| Suisse \| Groupama-FDJ \| + 1 min 29 s \| |                       |             |                                    |                  |
| |                       |             |                                    |                  |
| |                       |             |                                    |                  |
| Classement général |                       |             |                                    |                  |
| Coureur | Coureur               | Pays        | Équipe                             | Temps            |
| 1er | Jakob Fuglsang        | Danemark    | Israel-Premier Tech                | 27 h 30 min 30 s |
| 2e | Geraint Thomas        | Royaume-Uni | Ineos Grenadiers                   | + 1 s            |
| 3e | Sergio Higuita        | Colombie    | Bora-Hansgrohe                     | + 10 s           |
| 4e | Neilson Powless       | États-Unis  | EF Education-EasyPost              | + 26 s           |
| 5e | Felix Großschartner   | Autriche    | Bora-Hansgrohe                     | + 34 s           |
| 6e | Andreas Leknessund    | Norvège     | Team DSM                           | + 46 s           |
| 7e | Stefan Küng           | Suisse      | Groupama-FDJ                       | + 49 s           |
| 8e | Andreas Kron          | Danemark    | Lotto-Soudal                       | + 1 min 00 s     |
| 9e | Domenico Pozzovivo    | Italie      | Intermarché-Wanty-Gobert Matériaux | + 1 min 07 s     |
| 10e | Sébastien Reichenbach | Suisse      | Groupama-FDJ                       | + 1 min 29 s     |

### 7eétape
Parmi les derniers rescapés du groupe d'attaquants, Thibaut Pinot lâche Alexey Lutsenko, rattrape puis dépasse Ion Izagirre et gagne l'étape. Dans le groupe des favoris, Sergio Higuita attaque dans le final et s'empare du maillot jaune.
| \| Classement de l'étape \| Classement de l'étape \| Classement de l'étape \| Classement de l'étape \| Classement de l'étape \| \| Coureur \| Coureur \| Pays \| Équipe \| Temps \| \| --------------------- \| ---------------------------- \| --------------------- \| ---------------------------------- \| --------------------- \| \| 1er \| Thibaut Pinot \| France \| Groupama-FDJ \| 5 h 06 min 39 s \| \| 2e \| Óscar Rodríguez Garaicoechea \| Espagne \| Movistar Team \| + 25 s \| \| 3e \| Alexey Lutsenko \| Kazakhstan \| Astana Qazaqstan Team \| + 38 s \| \| 4e \| Sergio Higuita \| Colombie \| Bora-Hansgrohe \| + 1 min 19 s \| \| 5e \| Geraint Thomas \| Royaume-Uni \| Ineos Grenadiers \| + 1 min 30 s \| \| 6e \| Nicolas Prodhomme \| France \| AG2R Citroën Team \| + 1 min 40 s \| \| 7e \| Jakob Fuglsang \| Danemark \| Israel-Premier Tech \| + 1 min 48 s \| \| 8e \| Domenico Pozzovivo \| Italie \| Intermarché-Wanty-Gobert Matériaux \| + 1 min 59 s \| \| 9e \| Sébastien Reichenbach \| Suisse \| Groupama-FDJ \| + 2 min 09 s \| \| 10e \| Neilson Powless \| États-Unis \| EF Education-EasyPost \| + 2 min 19 s \| |                              |             |                                    |                 |
| |                              |             |                                    |                 |
| |                              |             |                                    |                 |
| Classement de l'étape |                              |             |                                    |                 |
| Coureur | Coureur                      | Pays        | Équipe                             | Temps           |
| 1er | Thibaut Pinot                | France      | Groupama-FDJ                       | 5 h 06 min 39 s |
| 2e | Óscar Rodríguez Garaicoechea | Espagne     | Movistar Team                      | + 25 s          |
| 3e | Alexey Lutsenko              | Kazakhstan  | Astana Qazaqstan Team              | + 38 s          |
| 4e | Sergio Higuita               | Colombie    | Bora-Hansgrohe                     | + 1 min 19 s    |
| 5e | Geraint Thomas               | Royaume-Uni | Ineos Grenadiers                   | + 1 min 30 s    |
| 6e | Nicolas Prodhomme            | France      | AG2R Citroën Team                  | + 1 min 40 s    |
| 7e | Jakob Fuglsang               | Danemark    | Israel-Premier Tech                | + 1 min 48 s    |
| 8e | Domenico Pozzovivo           | Italie      | Intermarché-Wanty-Gobert Matériaux | + 1 min 59 s    |
| 9e | Sébastien Reichenbach        | Suisse      | Groupama-FDJ                       | + 2 min 09 s    |
| 10e | Neilson Powless              | États-Unis  | EF Education-EasyPost              | + 2 min 19 s    |

| \| Classement général \| Classement général \| Classement général \| Classement général \| Classement général \| \| Coureur \| Coureur \| Pays \| Équipe \| Temps \| \| ------------------ \| --------------------- \| ------------------ \| ---------------------------------- \| ------------------ \| \| 1er \| Sergio Higuita \| Colombie \| Bora-Hansgrohe \| 32 h 38 min 38 s \| \| 2e \| Geraint Thomas \| Royaume-Uni \| Ineos Grenadiers \| + 2 s \| \| 3e \| Jakob Fuglsang \| Danemark \| Israel-Premier Tech \| + 19 s \| \| 4e \| Neilson Powless \| États-Unis \| EF Education-EasyPost \| + 1 min 16 s \| \| 5e \| Domenico Pozzovivo \| Italie \| Intermarché-Wanty-Gobert Matériaux \| + 1 min 37 s \| \| 6e \| Sébastien Reichenbach \| Suisse \| Groupama-FDJ \| + 2 min 09 s \| \| 7e \| Stefan Küng \| Suisse \| Groupama-FDJ \| + 2 min 19 s \| \| 8e \| Bob Jungels \| Luxembourg \| AG2R Citroën Team \| + 2 min 31 s \| \| 9e \| Felix Großschartner \| Autriche \| Bora-Hansgrohe \| + 2 min 47 s \| \| 10e \| Andreas Leknessund \| Norvège \| Team DSM \| + 2 min 59 s \| |                       |             |                                    |                  |
| |                       |             |                                    |                  |
| |                       |             |                                    |                  |
| Classement général |                       |             |                                    |                  |
| Coureur | Coureur               | Pays        | Équipe                             | Temps            |
| 1er | Sergio Higuita        | Colombie    | Bora-Hansgrohe                     | 32 h 38 min 38 s |
| 2e | Geraint Thomas        | Royaume-Uni | Ineos Grenadiers                   | + 2 s            |
| 3e | Jakob Fuglsang        | Danemark    | Israel-Premier Tech                | + 19 s           |
| 4e | Neilson Powless       | États-Unis  | EF Education-EasyPost              | + 1 min 16 s     |
| 5e | Domenico Pozzovivo    | Italie      | Intermarché-Wanty-Gobert Matériaux | + 1 min 37 s     |
| 6e | Sébastien Reichenbach | Suisse      | Groupama-FDJ                       | + 2 min 09 s     |
| 7e | Stefan Küng           | Suisse      | Groupama-FDJ                       | + 2 min 19 s     |
| 8e | Bob Jungels           | Luxembourg  | AG2R Citroën Team                  | + 2 min 31 s     |
| 9e | Felix Großschartner   | Autriche    | Bora-Hansgrohe                     | + 2 min 47 s     |
| 10e | Andreas Leknessund    | Norvège     | Team DSM                           | + 2 min 59 s     |

### 8eétape
Dans cette étape disputée contre-la-montre, Stefan Küng est pointé en tête au temps intermédiaire, deux secondes devant Remco Evenepoel et sept secondes devant Geraint Thomas. Mais le Suisse réalise une moins bonne fin de parcours et termine troisième derrière Evenepoel, vainqueur et Thomas qui remporte le classement général.
| \| Classement de l'étape \| Classement de l'étape \| Classement de l'étape \| Classement de l'étape \| Classement de l'étape \| \| Coureur \| Coureur \| Pays \| Équipe \| Temps \| \| --------------------- \| --------------------- \| --------------------- \| ---------------------- \| --------------------- \| \| 1er \| Remco Evenepoel \| Belgique \| Quick-Step Alpha Vinyl \| 28 min 26 s \| \| 2e \| Geraint Thomas \| Royaume-Uni \| Ineos Grenadiers \| + 3 s \| \| 3e \| Stefan Küng \| Suisse \| Groupama-FDJ \| + 11 s \| \| 4e \| Daniel Martínez \| Colombie \| Ineos Grenadiers \| + 28 s \| \| 5e \| Bob Jungels \| Luxembourg \| AG2R Citroën Team \| + 33 s \| \| 6e \| Maximilian Schachmann \| Allemagne \| Bora-Hansgrohe \| + 39 s \| \| 7e \| Felix Großschartner \| Autriche \| Bora-Hansgrohe \| + 55 s \| \| 8e \| Neilson Powless \| États-Unis \| EF Education-EasyPost \| + 59 s \| \| 9e \| Jakob Fuglsang \| Danemark \| Israel-Premier Tech \| + 1 min 02 s \| \| 10e \| Dylan van Baarle \| Pays-Bas \| Ineos Grenadiers \| + 1 min 05 s \| |                       |             |                        |              |
| |                       |             |                        |              |
| |                       |             |                        |              |
| Classement de l'étape |                       |             |                        |              |
| Coureur | Coureur               | Pays        | Équipe                 | Temps        |
| 1er | Remco Evenepoel       | Belgique    | Quick-Step Alpha Vinyl | 28 min 26 s  |
| 2e | Geraint Thomas        | Royaume-Uni | Ineos Grenadiers       | + 3 s        |
| 3e | Stefan Küng           | Suisse      | Groupama-FDJ           | + 11 s       |
| 4e | Daniel Martínez       | Colombie    | Ineos Grenadiers       | + 28 s       |
| 5e | Bob Jungels           | Luxembourg  | AG2R Citroën Team      | + 33 s       |
| 6e | Maximilian Schachmann | Allemagne   | Bora-Hansgrohe         | + 39 s       |
| 7e | Felix Großschartner   | Autriche    | Bora-Hansgrohe         | + 55 s       |
| 8e | Neilson Powless       | États-Unis  | EF Education-EasyPost  | + 59 s       |
| 9e | Jakob Fuglsang        | Danemark    | Israel-Premier Tech    | + 1 min 02 s |
| 10e | Dylan van Baarle      | Pays-Bas    | Ineos Grenadiers       | + 1 min 05 s |

## Classements finals

### Classement général final
| \| Classement général \| Classement général \| Classement général \| Classement général \| Classement général \| \| Coureur \| Coureur \| Pays \| Équipe \| Temps \| \| ------------------ \| --------------------- \| ------------------ \| ---------------------------------- \| ------------------ \| \| 1er \| Geraint Thomas \| Royaume-Uni \| Ineos Grenadiers \| 33 h 07 min 09 s \| \| 2e \| Sergio Higuita \| Colombie \| Bora-Hansgrohe \| + 1 min 12 s \| \| 3e \| Jakob Fuglsang \| Danemark \| Israel-Premier Tech \| + 1 min 16 s \| \| 4e \| Neilson Powless \| États-Unis \| EF Education-EasyPost \| + 2 min 10 s \| \| 5e \| Stefan Küng \| Suisse \| Groupama-FDJ \| + 2 min 25 s \| \| 6e \| Bob Jungels \| Luxembourg \| AG2R Citroën Team \| + 2 min 59 s \| \| 7e \| Felix Großschartner \| Autriche \| Bora-Hansgrohe \| + 3 min 37 s \| \| 8e \| Daniel Martínez \| Colombie \| Ineos Grenadiers \| + 3 min 39 s \| \| 9e \| Domenico Pozzovivo \| Italie \| Intermarché-Wanty-Gobert Matériaux \| + 3 min 42 s \| \| 10e \| Maximilian Schachmann \| Allemagne \| Bora-Hansgrohe \| + 3 min 45 s \| |                       |             |                                    |                  |
| |                       |             |                                    |                  |
| Source : ProCyclingStats |                       |             |                                    |                  |
| Classement général |                       |             |                                    |                  |
| Coureur | Coureur               | Pays        | Équipe                             | Temps            |
| 1er | Geraint Thomas        | Royaume-Uni | Ineos Grenadiers                   | 33 h 07 min 09 s |
| 2e | Sergio Higuita        | Colombie    | Bora-Hansgrohe                     | + 1 min 12 s     |
| 3e | Jakob Fuglsang        | Danemark    | Israel-Premier Tech                | + 1 min 16 s     |
| 4e | Neilson Powless       | États-Unis  | EF Education-EasyPost              | + 2 min 10 s     |
| 5e | Stefan Küng           | Suisse      | Groupama-FDJ                       | + 2 min 25 s     |
| 6e | Bob Jungels           | Luxembourg  | AG2R Citroën Team                  | + 2 min 59 s     |
| 7e | Felix Großschartner   | Autriche    | Bora-Hansgrohe                     | + 3 min 37 s     |
| 8e | Daniel Martínez       | Colombie    | Ineos Grenadiers                   | + 3 min 39 s     |
| 9e | Domenico Pozzovivo    | Italie      | Intermarché-Wanty-Gobert Matériaux | + 3 min 42 s     |
| 10e | Maximilian Schachmann | Allemagne   | Bora-Hansgrohe                     | + 3 min 45 s     |

### Classements annexes
| Classement par points | Classement par points | Classement par points | Classement par points  | Classement par points |
| Coureur               | Coureur               | Pays                  | Équipe                 | Points                |
| --------------------- | --------------------- | --------------------- | ---------------------- | --------------------- |
| 1er                   | Michael Matthews      | Australie             | BikeExchange-Jayco     | 30 pts                |
| 2e                    | Andreas Leknessund    | Norvège               | Team DSM               | 20 pts                |
| 3e                    | Quinn Simmons         | États-Unis            | Trek-Segafredo         | 18 pts                |
| 4e                    | Geraint Thomas        | Royaume-Uni           | Ineos Grenadiers       | 18 pts                |
| 5e                    | Thibaut Pinot         | France                | Groupama-FDJ           | 13 pts                |
| 6e                    | Remco Evenepoel       | Belgique              | Quick-Step Alpha Vinyl | 12 pts                |
| 7e                    | Nico Denz             | Allemagne             | Team DSM               | 12 pts                |
| 8e                    | Matthew Holmes        | Royaume-Uni           | Lotto-Soudal           | 12 pts                |
| 9e                    | Maximilian Schachmann | Allemagne             | Bora-Hansgrohe         | 10 pts                |
| 10e                   | Clément Champoussin   | France                | AG2R Citroën Team      | 9 pts                 |

| Classement par points | Classement par points | Classement par points | Classement par points  | Classement par points |
| Coureur               | Coureur               | Pays                  | Équipe                 | Points                |
| --------------------- | --------------------- | --------------------- | ---------------------- | --------------------- |
| 1er                   | Michael Matthews      | Australie             | BikeExchange-Jayco     | 30 pts                |
| 2e                    | Andreas Leknessund    | Norvège               | Team DSM               | 20 pts                |
| 3e                    | Quinn Simmons         | États-Unis            | Trek-Segafredo         | 18 pts                |
| 4e                    | Geraint Thomas        | Royaume-Uni           | Ineos Grenadiers       | 18 pts                |
| 5e                    | Thibaut Pinot         | France                | Groupama-FDJ           | 13 pts                |
| 6e                    | Remco Evenepoel       | Belgique              | Quick-Step Alpha Vinyl | 12 pts                |
| 7e                    | Nico Denz             | Allemagne             | Team DSM               | 12 pts                |
| 8e                    | Matthew Holmes        | Royaume-Uni           | Lotto-Soudal           | 12 pts                |
| 9e                    | Maximilian Schachmann | Allemagne             | Bora-Hansgrohe         | 10 pts                |
| 10e                   | Clément Champoussin   | France                | AG2R Citroën Team      | 9 pts                 |

| Classement de la montagne | Classement de la montagne    | Classement de la montagne | Classement de la montagne | Classement de la montagne |
| Coureur                   | Coureur                      | Pays                      | Équipe                    | Points                    |
| ------------------------- | ---------------------------- | ------------------------- | ------------------------- | ------------------------- |
| 1er                       | Quinn Simmons                | États-Unis                | Trek-Segafredo            | 60 pts                    |
| 2e                        | Fausto Masnada               | Italie                    | Quick-Step Alpha Vinyl    | 31 pts                    |
| 3e                        | Thibaut Pinot                | France                    | Groupama-FDJ              | 28 pts                    |
| 4e                        | Nico Denz                    | Allemagne                 | Team DSM                  | 20 pts                    |
| 5e                        | Óscar Rodríguez Garaicoechea | Espagne                   | Movistar Team             | 16 pts                    |
| 6e                        | Clément Champoussin          | France                    | AG2R Citroën Team         | 15 pts                    |
| 7e                        | Clément Berthet              | France                    | AG2R Citroën Team         | 14 pts                    |
| 8e                        | Philippe Gilbert             | Belgique                  | Lotto-Soudal              | 12 pts                    |
| 9e                        | Andreas Leknessund           | Norvège                   | Team DSM                  | 10 pts                    |
| 10e                       | Alexander Kamp               | Danemark                  | Trek-Segafredo            | 10 pts                    |

| Classement de la montagne | Classement de la montagne    | Classement de la montagne | Classement de la montagne | Classement de la montagne |
| Coureur                   | Coureur                      | Pays                      | Équipe                    | Points                    |
| ------------------------- | ---------------------------- | ------------------------- | ------------------------- | ------------------------- |
| 1er                       | Quinn Simmons                | États-Unis                | Trek-Segafredo            | 60 pts                    |
| 2e                        | Fausto Masnada               | Italie                    | Quick-Step Alpha Vinyl    | 31 pts                    |
| 3e                        | Thibaut Pinot                | France                    | Groupama-FDJ              | 28 pts                    |
| 4e                        | Nico Denz                    | Allemagne                 | Team DSM                  | 20 pts                    |
| 5e                        | Óscar Rodríguez Garaicoechea | Espagne                   | Movistar Team             | 16 pts                    |
| 6e                        | Clément Champoussin          | France                    | AG2R Citroën Team         | 15 pts                    |
| 7e                        | Clément Berthet              | France                    | AG2R Citroën Team         | 14 pts                    |
| 8e                        | Philippe Gilbert             | Belgique                  | Lotto-Soudal              | 12 pts                    |
| 9e                        | Andreas Leknessund           | Norvège                   | Team DSM                  | 10 pts                    |
| 10e                       | Alexander Kamp               | Danemark                  | Trek-Segafredo            | 10 pts                    |

| Classement du meilleur jeune | Classement du meilleur jeune | Classement du meilleur jeune | Classement du meilleur jeune | Classement du meilleur jeune |
| Coureur                      | Coureur                      | Pays                         | Équipe                       | Temps                        |
| ---------------------------- | ---------------------------- | ---------------------------- | ---------------------------- | ---------------------------- |
| 1er                          | Sergio Higuita               | Colombie                     | Bora-Hansgrohe               | 33 h 08 min 21 s             |
| 2e                           | Remco Evenepoel              | Belgique                     | Quick-Step Alpha Vinyl       | + 2 min 52 s                 |
| 3e                           | Andreas Leknessund           | Norvège                      | Team DSM                     | + 3 min 14 s                 |
| 4e                           | Andreas Kron                 | Danemark                     | Lotto-Soudal                 | + 5 min 55 s                 |
| 5e                           | Mathieu Burgaudeau           | France                       | TotalEnergies                | + 7 min 25 s                 |
| 6e                           | Clément Berthet              | France                       | AG2R Citroën Team            | + 19 min 40 s                |
| 7e                           | Clément Champoussin          | France                       | AG2R Citroën Team            | + 30 min 03 s                |
| 8e                           | Sylvain Moniquet             | Belgique                     | Lotto-Soudal                 | + 39 min 23 s                |
| 9e                           | Yannis Voisard               | Suisse                       | Suisse                       | + 44 min 45 s                |
| 10e                          | Nicolas Prodhomme            | France                       | AG2R Citroën Team            | + 48 min 19 s                |

| Classement du meilleur jeune | Classement du meilleur jeune | Classement du meilleur jeune | Classement du meilleur jeune | Classement du meilleur jeune |
| Coureur                      | Coureur                      | Pays                         | Équipe                       | Temps                        |
| ---------------------------- | ---------------------------- | ---------------------------- | ---------------------------- | ---------------------------- |
| 1er                          | Sergio Higuita               | Colombie                     | Bora-Hansgrohe               | 33 h 08 min 21 s             |
| 2e                           | Remco Evenepoel              | Belgique                     | Quick-Step Alpha Vinyl       | + 2 min 52 s                 |
| 3e                           | Andreas Leknessund           | Norvège                      | Team DSM                     | + 3 min 14 s                 |
| 4e                           | Andreas Kron                 | Danemark                     | Lotto-Soudal                 | + 5 min 55 s                 |
| 5e                           | Mathieu Burgaudeau           | France                       | TotalEnergies                | + 7 min 25 s                 |
| 6e                           | Clément Berthet              | France                       | AG2R Citroën Team            | + 19 min 40 s                |
| 7e                           | Clément Champoussin          | France                       | AG2R Citroën Team            | + 30 min 03 s                |
| 8e                           | Sylvain Moniquet             | Belgique                     | Lotto-Soudal                 | + 39 min 23 s                |
| 9e                           | Yannis Voisard               | Suisse                       | Suisse                       | + 44 min 45 s                |
| 10e                          | Nicolas Prodhomme            | France                       | AG2R Citroën Team            | + 48 min 19 s                |

| Classement par équipes | Classement par équipes | Classement par équipes | Classement par équipes |
| Équipe                 | Équipe                 | Pays                   | Temps                  |
| ---------------------- | ---------------------- | ---------------------- | ---------------------- |
| 1re                    | Bora-Hansgrohe         | Allemagne              | 99 h 28 min 46 s       |
| 2e                     | Groupama-FDJ           | France                 | + 1 min 07 s           |
| 3e                     | AG2R Citroën Team      | France                 | + 17 min 22 s          |
| 4e                     | Ineos Grenadiers       | Royaume-Uni            | + 31 min 30 s          |
| 5e                     | Quick-Step Alpha Vinyl | Belgique               | + 38 min 35 s          |

| Classement par équipes | Classement par équipes | Classement par équipes | Classement par équipes |
| Équipe                 | Équipe                 | Pays                   | Temps                  |
| ---------------------- | ---------------------- | ---------------------- | ---------------------- |
| 1re                    | Bora-Hansgrohe         | Allemagne              | 99 h 28 min 46 s       |
| 2e                     | Groupama-FDJ           | France                 | + 1 min 07 s           |
| 3e                     | AG2R Citroën Team      | France                 | + 17 min 22 s          |
| 4e                     | Ineos Grenadiers       | Royaume-Uni            | + 31 min 30 s          |
| 5e                     | Quick-Step Alpha Vinyl | Belgique               | + 38 min 35 s          |

## Classements UCI
La course attribue des points au Classement mondial UCI 2022 selon le barème suivant :
| Position           | 1er | 2e  | 3e  | 4e  | 5e  | 6e  | 7e  | 8e  | 9e  | 10e | 11e | 12e | 13e | 14e | 15e | 16e à 20e | 21e à 30e | 31e à 50e | 51e à 55e | 56e à 60e |
| Classement général | 500 | 400 | 325 | 275 | 225 | 175 | 150 | 125 | 100 | 80  | 70  | 60  | 50  | 40  | 35  | 30        | 20        | 10        | 5         | 3         |
| Par étapes         | 60  | 25  | 10  |     |     |     |     |     |     |     |     |     |     |     |     |           |           |           |           |           |
| Leader             | 10  |     |     |     |     |     |     |     |     |     |     |     |     |     |     |           |           |           |           |           |

## Évolution des classements
| Étape              | Vainqueur          | Classement général | Classement par points | Classement de la montagne | Classement du meilleur jeune | Classement par équipes |
| ------------------ | ------------------ | ------------------ | --------------------- | ------------------------- | ---------------------------- | ---------------------- |
| 1                  | Stephen Williams   | Stephen Williams   | Stephen Williams      | Quinn Simmons             | Andreas Kron                 | Bora-Hansgrohe         |
| 2                  | Andreas Leknessund | Stephen Williams   | Andreas Leknessund    | Quinn Simmons             | Andreas Kron                 | Bora-Hansgrohe         |
| 3                  | Peter Sagan        | Stephen Williams   | Andreas Leknessund    | Quinn Simmons             | Andreas Kron                 | Bora-Hansgrohe         |
| 4                  | Daryl Impey        | Stephen Williams   | Andreas Leknessund    | Quinn Simmons             | Andreas Kron                 | Bora-Hansgrohe         |
| 5                  | Aleksandr Vlasov   | Aleksandr Vlasov   | Andreas Leknessund    | Quinn Simmons             | Andreas Kron                 | Bora-Hansgrohe         |
| 6                  | Nico Denz          | Jakob Fuglsang     | Michael Matthews      | Quinn Simmons             | Sergio Higuita               | Bora-Hansgrohe         |
| 7                  | Thibaut Pinot      | Sergio Higuita     | Michael Matthews      | Quinn Simmons             | Sergio Higuita               | Groupama-FDJ           |
| 8                  | Remco Evenepoel    | Geraint Thomas     | Michael Matthews      | Quinn Simmons             | Sergio Higuita               | Bora-Hansgrohe         |
| Classements finals | Classements finals | Geraint Thomas     | Michael Matthews      | Quinn Simmons             | Sergio Higuita               | Bora-Hansgrohe         |

## Liste des participants
| Ineos Grenadiers IGD | Ineos Grenadiers IGD           | Ineos Grenadiers IGD |
| -------------------- | ------------------------------ | -------------------- |
| Num                  | Coureur                        | Pos                  |
| 1                    | Adam Yates (GBR)               | NP-5                 |
| 2                    | Daniel Martínez (COL) (chrono) | 8e                   |
| 3                    | Tom Pidcock (GBR)              | NP-6                 |
| 4                    | Luke Rowe (GBR)                | AB-7                 |
| 5                    | Omar Fraile (ESP) (route)      | NP-8                 |
| 6                    | Dylan van Baarle (NED)         | 55e                  |
| 7                    | Geraint Thomas (GBR)           | 1er                  |

| AG2R Citroën Team ACT | AG2R Citroën Team ACT     | AG2R Citroën Team ACT |
| --------------------- | ------------------------- | --------------------- |
| Num                   | Coureur                   | Pos                   |
| 11                    | Benoît Cosnefroy (FRA)    | 62e                   |
| 12                    | Clément Champoussin (FRA) | 26e                   |
| 13                    | Clément Berthet (FRA)     | 22e                   |
| 14                    | Nicolas Prodhomme (FRA)   | 36e                   |
| 15                    | Bob Jungels (LUX)         | 6e                    |
| 16                    | Michael Schär (SUI)       | 33e                   |
| 17                    | Lawrence Warbasse (USA)   | NP-8                  |

| Astana Qazaqstan Team AST | Astana Qazaqstan Team AST | Astana Qazaqstan Team AST |
| ------------------------- | ------------------------- | ------------------------- |
| Num                       | Coureur                   | Pos                       |
| 21                        | Alexey Lutsenko (KAZ)     | 19e                       |
| 22                        | Manuele Boaro (ITA)       | AB-6                      |
| 23                        | Yevgeniy Fedorov (KAZ)    | NP-5                      |
| 24                        | Dmitriy Gruzdev (KAZ)     | 50e                       |
| 25                        | Antonio Nibali (ITA)      | 60e                       |
| 26                        | Leonardo Basso (ITA)      | AB-2                      |
| 27                        | Gianni Moscon (ITA)       | 59e                       |

| Bahrain Victorious TBV | Bahrain Victorious TBV      | Bahrain Victorious TBV |
| ---------------------- | --------------------------- | ---------------------- |
| Num                    | Coureur                     | Pos                    |
| 31                     | Gino Mäder (SUI)            | NP-5                   |
| 32                     | Johan Price-Pejtersen (DEN) | NP-6                   |
| 33                     | Yukiya Arashiro (JPN)       | NP-6                   |
| 34                     | Hermann Pernsteiner (AUT)   | NP-5                   |
| 35                     | Edoardo Zambanini (ITA)     | NP-6                   |
| 36                     | Stephen Williams (GBR)      | NP-6                   |
| 37                     | Filip Maciejuk (POL)        | NP-6                   |

| BikeExchange-Jayco BEX | BikeExchange-Jayco BEX | BikeExchange-Jayco BEX |
| ---------------------- | ---------------------- | ---------------------- |
| Num                    | Coureur                | Pos                    |
| 41                     | Michael Matthews (AUS) | 21e                    |
| 43                     | Damien Howson (AUS)    | AB-5                   |
| 44                     | Jan Maas (NED)         | NP-4                   |
| 45                     | Jack Bauer (NZL)       | 52e                    |
| 46                     | Cameron Meyer (AUS)    | AB-5                   |
| 47                     | Dion Smith (NZL)       | 38e                    |

| Bora-Hansgrohe BOH | Bora-Hansgrohe BOH                  | Bora-Hansgrohe BOH |
| ------------------ | ----------------------------------- | ------------------ |
| Num                | Coureur                             | Pos                |
| 51                 | Aleksandr Vlasov (RUS) (chrono)     | NP-6               |
| 52                 | Marco Haller (AUT)                  | NP-7               |
| 53                 | Sergio Higuita (COL) (route)        | 2e                 |
| 54                 | Anton Palzer (GER)                  | NP-6               |
| 55                 | Maximilian Schachmann (GER) (route) | 10e                |
| 56                 | Felix Großschartner (AUT)           | 7e                 |
| 57                 | Frederik Wandahl (DEN)              | NP-4               |

| Cofidis COF | Cofidis COF                 | Cofidis COF |
| ----------- | --------------------------- | ----------- |
| Num         | Coureur                     | Pos         |
| 61          | Ion Izagirre (ESP) (chrono) | 34e         |
| 62          | Sander Armée (BEL)          | NP-7        |
| 63          | Bryan Coquard (FRA)         | 53e         |
| 64          | José Herrada (ESP)          | 23e         |
| 65          | Tom Bohli (SUI)             | 74e         |
| 66          | Rémy Rochas (FRA)           | 27e         |
| 67          | Davide Villella (ITA)       | AB-3        |

| Team DSM DSM | Team DSM DSM               | Team DSM DSM |
| ------------ | -------------------------- | ------------ |
| Num          | Coureur                    | Pos          |
| 71           | Søren Kragh Andersen (DEN) | NP-5         |
| 72           | Thymen Arensman (NED)      | AB-4         |
| 73           | Nikias Arndt (GER)         | 29e          |
| 74           | Andreas Leknessund (NOR)   | 13e          |
| 75           | Cees Bol (NED)             | NP-5         |
| 76           | Nico Denz (GER)            | 47e          |
| 77           | Casper Pedersen (DEN)      | NP-5         |

| EF Education-EasyPost EFE | EF Education-EasyPost EFE | EF Education-EasyPost EFE |
| ------------------------- | ------------------------- | ------------------------- |
| Num                       | Coureur                   | Pos                       |
| 81                        | Rigoberto Urán (COL)      | NP-6                      |
| 82                        | Stefan Bissegger (SUI)    | NP-6                      |
| 83                        | Alberto Bettiol (ITA)     | NP-6                      |
| 84                        | Hugh Carthy (GBR)         | NP-6                      |
| 85                        | Neilson Powless (USA)     | 4e                        |
| 86                        | Jonas Rutsch (GER)        | 39e                       |
| 87                        | Thomas Scully (NZL)       | AB-5                      |

| Groupama-FDJ GFC | Groupama-FDJ GFC                    | Groupama-FDJ GFC |
| ---------------- | ----------------------------------- | ---------------- |
| Num              | Coureur                             | Pos              |
| 91               | Thibaut Pinot (FRA)                 | 14e              |
| 92               | Antoine Duchesne (CAN)              | 43e              |
| 93               | Stefan Küng (SUI) (route et chrono) | 5e               |
| 94               | Quentin Pacher (FRA)                | NP-7             |
| 95               | Matteo Badilatti (SUI)              | 41e              |
| 96               | Sébastien Reichenbach (SUI)         | 12e              |
| 97               | Lewis Askey (GBR)                   | 72e              |

| Intermarché-Wanty-Gobert Matériaux IWG | Intermarché-Wanty-Gobert Matériaux IWG | Intermarché-Wanty-Gobert Matériaux IWG |
| -------------------------------------- | -------------------------------------- | -------------------------------------- |
| Num                                    | Coureur                                | Pos                                    |
| 101                                    | Alexander Kristoff (NOR)               | 71e                                    |
| 102                                    | Andrea Pasqualon (ITA)                 | 31e                                    |
| 103                                    | Simone Petilli (ITA)                   | NP-6                                   |
| 104                                    | Adrien Petit (FRA)                     | 75e                                    |
| 105                                    | Baptiste Planckaert (BEL)              | 66e                                    |
| 106                                    | Domenico Pozzovivo (ITA)               | 9e                                     |
| 107                                    | Georg Zimmermann (GER)                 | AB-6                                   |

| Israel-Premier Tech IPT | Israel-Premier Tech IPT | Israel-Premier Tech IPT |
| ----------------------- | ----------------------- | ----------------------- |
| Num                     | Coureur                 | Pos                     |
| 111                     | Jakob Fuglsang (DEN)    | 3e                      |
| 112                     | Patrick Bevin (NZL)     | 51e                     |
| 113                     | Reto Hollenstein (SUI)  | NP-6                    |
| 114                     | Hugo Houle (CAN)        | 15e                     |
| 115                     | Daryl Impey (RSA)       | NP-8                    |
| 116                     | Krists Neilands (LAT)   | 37e                     |
| 117                     | Sebastian Berwick (AUS) | NP-6                    |

| Jumbo-Visma TJV | Jumbo-Visma TJV             | Jumbo-Visma TJV |
| --------------- | --------------------------- | --------------- |
| Num             | Coureur                     | Pos             |
| 121             | Rohan Dennis (AUS) (chrono) | NP-5            |
| 122             | Robert Gesink (NED)         | NP-5            |
| 123             | Pascal Eenkhoorn (NED)      | NP-5            |
| 124             | Sepp Kuss (USA)             | NP-5            |
| 125             | Sam Oomen (NED)             | NP-5            |
| 126             | Timo Roosen (NED) (route)   | NP-5            |
| 127             | Mike Teunissen (NED)        | NP-5            |

| Lotto-Soudal LTS | Lotto-Soudal LTS       | Lotto-Soudal LTS |
| ---------------- | ---------------------- | ---------------- |
| Num              | Coureur                | Pos              |
| 131              | Thomas De Gendt (BEL)  | AB-7             |
| 132              | Kamil Małecki (POL)    | AB-3             |
| 133              | Philippe Gilbert (BEL) | 42e              |
| 134              | Matthew Holmes (GBR)   | 40e              |
| 135              | Andreas Kron (DEN)     | 16e              |
| 136              | Sylvain Moniquet (BEL) | 30e              |
| 137              | Brent Van Moer (BEL)   | 48e              |

| Movistar Team MOV | Movistar Team MOV                  | Movistar Team MOV |
| ----------------- | ---------------------------------- | ----------------- |
| Num               | Coureur                            | Pos               |
| 141               | Alex Aranburu (ESP)                | NP-6              |
| 142               | Johan Jacobs (SUI)                 | 65e               |
| 143               | Antonio Pedrero (ESP)              | 18e               |
| 144               | Nélson Oliveira (POR)              | 25e               |
| 145               | Óscar Rodríguez Garaicoechea (ESP) | 28e               |
| 146               | Gonzalo Serrano (ESP)              | AB-6              |
| 147               | Albert Torres (ESP)                | 61e               |

| Quick-Step Alpha Vinyl QST | Quick-Step Alpha Vinyl QST | Quick-Step Alpha Vinyl QST |
| -------------------------- | -------------------------- | -------------------------- |
| Num                        | Coureur                    | Pos                        |
| 151                        | Remco Evenepoel (BEL)      | 11e                        |
| 152                        | Tim Declercq (BEL)         | 56e                        |
| 153                        | Kasper Asgreen (DEN)       | NP-4                       |
| 154                        | Fausto Masnada (ITA)       | 20e                        |
| 155                        | Ilan Van Wilder (BEL)      | AB-8                       |
| 156                        | James Knox (GBR)           | 73e                        |
| 157                        | Louis Vervaeke (BEL)       | NP-6                       |

| Trek-Segafredo TFS | Trek-Segafredo TFS       | Trek-Segafredo TFS |
| ------------------ | ------------------------ | ------------------ |
| Num                | Coureur                  | Pos                |
| 161                | Gianluca Brambilla (ITA) | NP-6               |
| 162                | Dario Cataldo (ITA)      | AB-2               |
| 163                | Markus Hoelgaard (NOR)   | 58e                |
| 164                | Alexander Kamp (DEN)     | 63e                |
| 165                | Simon Pellaud (SUI)      | 45e                |
| 166                | Quinn Simmons (USA)      | 44e                |
| 167                | Otto Vergaerde (BEL)     | NP-5               |

| UAE Team Emirates UAD | UAE Team Emirates UAD | UAE Team Emirates UAD |
| --------------------- | --------------------- | --------------------- |
| Num                   | Coureur               | Pos                   |
| 171                   | Marc Hirschi (SUI)    | NP-6                  |
| 172                   | Alessandro Covi (ITA) | NP-6                  |
| 173                   | Diego Ulissi (ITA)    | NP-6                  |
| 174                   | Rui Costa (POR)       | NP-6                  |
| 175                   | Marc Soler (ESP)      | NP-6                  |
| 176                   | Joël Suter (SUI)      | NP-6                  |
| 177                   | Matteo Trentin (ITA)  | NP-6                  |

| Alpecin-Fenix AFC | Alpecin-Fenix AFC     | Alpecin-Fenix AFC |
| ----------------- | --------------------- | ----------------- |
| Num               | Coureur               | Pos               |
| 181               | Silvan Dillier (SUI)  | NP-6              |
| 182               | Sjoerd Bax (NED)      | NP-6              |
| 183               | Michael Gogl (AUT)    | NP-5              |
| 184               | Jimmy Janssens (BEL)  | NP-6              |
| 185               | Xandro Meurisse (BEL) | NP-6              |
| 186               | Stefano Oldani (ITA)  | NP-6              |
| 187               | Jay Vine (AUS)        | NP-4              |

| Human Powered Health HPM | Human Powered Health HPM | Human Powered Health HPM |
| ------------------------ | ------------------------ | ------------------------ |
| Num                      | Coureur                  | Pos                      |
| 191                      | Kristian Aasvold (NOR)   | 54e                      |
| 192                      | Chad Haga (USA)          | 68e                      |
| 193                      | Benjamin King (USA)      | NP-1                     |
| 194                      | Gavin Mannion (USA)      | 32e                      |
| 195                      | Kyle Murphy (USA)        | AB-6                     |
| 196                      | Joey Rosskopf (USA)      | AB-5                     |
| 197                      | Keegan Swirbul (USA)     | 49e                      |

| TotalEnergies TEN | TotalEnergies TEN            | TotalEnergies TEN |
| ----------------- | ---------------------------- | ----------------- |
| Num               | Coureur                      | Pos               |
| 201               | Maciej Bodnar (POL) (chrono) | AB-6              |
| 202               | Mathieu Burgaudeau (FRA)     | 17e               |
| 203               | Lorrenzo Manzin (FRA)        | 76e               |
| 204               | Daniel Oss (ITA)             | 69e               |
| 205               | Paul Ourselin (FRA)          | 46e               |
| 206               | Peter Sagan (SVK) (route)    | NP-8              |
| 207               | Anthony Turgis (FRA)         | 67e               |

| Suisse SUI | Suisse SUI         | Suisse SUI |
| ---------- | ------------------ | ---------- |
| Num        | Coureur            | Pos        |
| 211        | Robin Froidevaux   | 70e        |
| 212        | Claudio Imhof      | AB-6       |
| 213        | Matthias Reutimann | 64e        |
| 214        | Lukas Rüegg        | AB-7       |
| 215        | Roland Thalmann    | 24e        |
| 216        | Simon Vitzthum     | 57e        |
| 217        | Yannis Voisard     | 35e        |

| Ineos Grenadiers IGD | Ineos Grenadiers IGD           | Ineos Grenadiers IGD |
| -------------------- | ------------------------------ | -------------------- |
| Num                  | Coureur                        | Pos                  |
| 1                    | Adam Yates (GBR)               | NP-5                 |
| 2                    | Daniel Martínez (COL) (chrono) | 8e                   |
| 3                    | Tom Pidcock (GBR)              | NP-6                 |
| 4                    | Luke Rowe (GBR)                | AB-7                 |
| 5                    | Omar Fraile (ESP) (route)      | NP-8                 |
| 6                    | Dylan van Baarle (NED)         | 55e                  |
| 7                    | Geraint Thomas (GBR)           | 1er                  |

| AG2R Citroën Team ACT | AG2R Citroën Team ACT     | AG2R Citroën Team ACT |
| --------------------- | ------------------------- | --------------------- |
| Num                   | Coureur                   | Pos                   |
| 11                    | Benoît Cosnefroy (FRA)    | 62e                   |
| 12                    | Clément Champoussin (FRA) | 26e                   |
| 13                    | Clément Berthet (FRA)     | 22e                   |
| 14                    | Nicolas Prodhomme (FRA)   | 36e                   |
| 15                    | Bob Jungels (LUX)         | 6e                    |
| 16                    | Michael Schär (SUI)       | 33e                   |
| 17                    | Lawrence Warbasse (USA)   | NP-8                  |

| Astana Qazaqstan Team AST | Astana Qazaqstan Team AST | Astana Qazaqstan Team AST |
| ------------------------- | ------------------------- | ------------------------- |
| Num                       | Coureur                   | Pos                       |
| 21                        | Alexey Lutsenko (KAZ)     | 19e                       |
| 22                        | Manuele Boaro (ITA)       | AB-6                      |
| 23                        | Yevgeniy Fedorov (KAZ)    | NP-5                      |
| 24                        | Dmitriy Gruzdev (KAZ)     | 50e                       |
| 25                        | Antonio Nibali (ITA)      | 60e                       |
| 26                        | Leonardo Basso (ITA)      | AB-2                      |
| 27                        | Gianni Moscon (ITA)       | 59e                       |

| Bahrain Victorious TBV | Bahrain Victorious TBV      | Bahrain Victorious TBV |
| ---------------------- | --------------------------- | ---------------------- |
| Num                    | Coureur                     | Pos                    |
| 31                     | Gino Mäder (SUI)            | NP-5                   |
| 32                     | Johan Price-Pejtersen (DEN) | NP-6                   |
| 33                     | Yukiya Arashiro (JPN)       | NP-6                   |
| 34                     | Hermann Pernsteiner (AUT)   | NP-5                   |
| 35                     | Edoardo Zambanini (ITA)     | NP-6                   |
| 36                     | Stephen Williams (GBR)      | NP-6                   |
| 37                     | Filip Maciejuk (POL)        | NP-6                   |

| BikeExchange-Jayco BEX | BikeExchange-Jayco BEX | BikeExchange-Jayco BEX |
| ---------------------- | ---------------------- | ---------------------- |
| Num                    | Coureur                | Pos                    |
| 41                     | Michael Matthews (AUS) | 21e                    |
| 43                     | Damien Howson (AUS)    | AB-5                   |
| 44                     | Jan Maas (NED)         | NP-4                   |
| 45                     | Jack Bauer (NZL)       | 52e                    |
| 46                     | Cameron Meyer (AUS)    | AB-5                   |
| 47                     | Dion Smith (NZL)       | 38e                    |

| Bora-Hansgrohe BOH | Bora-Hansgrohe BOH                  | Bora-Hansgrohe BOH |
| ------------------ | ----------------------------------- | ------------------ |
| Num                | Coureur                             | Pos                |
| 51                 | Aleksandr Vlasov (RUS) (chrono)     | NP-6               |
| 52                 | Marco Haller (AUT)                  | NP-7               |
| 53                 | Sergio Higuita (COL) (route)        | 2e                 |
| 54                 | Anton Palzer (GER)                  | NP-6               |
| 55                 | Maximilian Schachmann (GER) (route) | 10e                |
| 56                 | Felix Großschartner (AUT)           | 7e                 |
| 57                 | Frederik Wandahl (DEN)              | NP-4               |

| Cofidis COF | Cofidis COF                 | Cofidis COF |
| ----------- | --------------------------- | ----------- |
| Num         | Coureur                     | Pos         |
| 61          | Ion Izagirre (ESP) (chrono) | 34e         |
| 62          | Sander Armée (BEL)          | NP-7        |
| 63          | Bryan Coquard (FRA)         | 53e         |
| 64          | José Herrada (ESP)          | 23e         |
| 65          | Tom Bohli (SUI)             | 74e         |
| 66          | Rémy Rochas (FRA)           | 27e         |
| 67          | Davide Villella (ITA)       | AB-3        |

| Team DSM DSM | Team DSM DSM               | Team DSM DSM |
| ------------ | -------------------------- | ------------ |
| Num          | Coureur                    | Pos          |
| 71           | Søren Kragh Andersen (DEN) | NP-5         |
| 72           | Thymen Arensman (NED)      | AB-4         |
| 73           | Nikias Arndt (GER)         | 29e          |
| 74           | Andreas Leknessund (NOR)   | 13e          |
| 75           | Cees Bol (NED)             | NP-5         |
| 76           | Nico Denz (GER)            | 47e          |
| 77           | Casper Pedersen (DEN)      | NP-5         |

| EF Education-EasyPost EFE | EF Education-EasyPost EFE | EF Education-EasyPost EFE |
| ------------------------- | ------------------------- | ------------------------- |
| Num                       | Coureur                   | Pos                       |
| 81                        | Rigoberto Urán (COL)      | NP-6                      |
| 82                        | Stefan Bissegger (SUI)    | NP-6                      |
| 83                        | Alberto Bettiol (ITA)     | NP-6                      |
| 84                        | Hugh Carthy (GBR)         | NP-6                      |
| 85                        | Neilson Powless (USA)     | 4e                        |
| 86                        | Jonas Rutsch (GER)        | 39e                       |
| 87                        | Thomas Scully (NZL)       | AB-5                      |

| Groupama-FDJ GFC | Groupama-FDJ GFC                    | Groupama-FDJ GFC |
| ---------------- | ----------------------------------- | ---------------- |
| Num              | Coureur                             | Pos              |
| 91               | Thibaut Pinot (FRA)                 | 14e              |
| 92               | Antoine Duchesne (CAN)              | 43e              |
| 93               | Stefan Küng (SUI) (route et chrono) | 5e               |
| 94               | Quentin Pacher (FRA)                | NP-7             |
| 95               | Matteo Badilatti (SUI)              | 41e              |
| 96               | Sébastien Reichenbach (SUI)         | 12e              |
| 97               | Lewis Askey (GBR)                   | 72e              |

| Intermarché-Wanty-Gobert Matériaux IWG | Intermarché-Wanty-Gobert Matériaux IWG | Intermarché-Wanty-Gobert Matériaux IWG |
| -------------------------------------- | -------------------------------------- | -------------------------------------- |
| Num                                    | Coureur                                | Pos                                    |
| 101                                    | Alexander Kristoff (NOR)               | 71e                                    |
| 102                                    | Andrea Pasqualon (ITA)                 | 31e                                    |
| 103                                    | Simone Petilli (ITA)                   | NP-6                                   |
| 104                                    | Adrien Petit (FRA)                     | 75e                                    |
| 105                                    | Baptiste Planckaert (BEL)              | 66e                                    |
| 106                                    | Domenico Pozzovivo (ITA)               | 9e                                     |
| 107                                    | Georg Zimmermann (GER)                 | AB-6                                   |

| Israel-Premier Tech IPT | Israel-Premier Tech IPT | Israel-Premier Tech IPT |
| ----------------------- | ----------------------- | ----------------------- |
| Num                     | Coureur                 | Pos                     |
| 111                     | Jakob Fuglsang (DEN)    | 3e                      |
| 112                     | Patrick Bevin (NZL)     | 51e                     |
| 113                     | Reto Hollenstein (SUI)  | NP-6                    |
| 114                     | Hugo Houle (CAN)        | 15e                     |
| 115                     | Daryl Impey (RSA)       | NP-8                    |
| 116                     | Krists Neilands (LAT)   | 37e                     |
| 117                     | Sebastian Berwick (AUS) | NP-6                    |

| Jumbo-Visma TJV | Jumbo-Visma TJV             | Jumbo-Visma TJV |
| --------------- | --------------------------- | --------------- |
| Num             | Coureur                     | Pos             |
| 121             | Rohan Dennis (AUS) (chrono) | NP-5            |
| 122             | Robert Gesink (NED)         | NP-5            |
| 123             | Pascal Eenkhoorn (NED)      | NP-5            |
| 124             | Sepp Kuss (USA)             | NP-5            |
| 125             | Sam Oomen (NED)             | NP-5            |
| 126             | Timo Roosen (NED) (route)   | NP-5            |
| 127             | Mike Teunissen (NED)        | NP-5            |

| Lotto-Soudal LTS | Lotto-Soudal LTS       | Lotto-Soudal LTS |
| ---------------- | ---------------------- | ---------------- |
| Num              | Coureur                | Pos              |
| 131              | Thomas De Gendt (BEL)  | AB-7             |
| 132              | Kamil Małecki (POL)    | AB-3             |
| 133              | Philippe Gilbert (BEL) | 42e              |
| 134              | Matthew Holmes (GBR)   | 40e              |
| 135              | Andreas Kron (DEN)     | 16e              |
| 136              | Sylvain Moniquet (BEL) | 30e              |
| 137              | Brent Van Moer (BEL)   | 48e              |

| Movistar Team MOV | Movistar Team MOV                  | Movistar Team MOV |
| ----------------- | ---------------------------------- | ----------------- |
| Num               | Coureur                            | Pos               |
| 141               | Alex Aranburu (ESP)                | NP-6              |
| 142               | Johan Jacobs (SUI)                 | 65e               |
| 143               | Antonio Pedrero (ESP)              | 18e               |
| 144               | Nélson Oliveira (POR)              | 25e               |
| 145               | Óscar Rodríguez Garaicoechea (ESP) | 28e               |
| 146               | Gonzalo Serrano (ESP)              | AB-6              |
| 147               | Albert Torres (ESP)                | 61e               |

| Quick-Step Alpha Vinyl QST | Quick-Step Alpha Vinyl QST | Quick-Step Alpha Vinyl QST |
| -------------------------- | -------------------------- | -------------------------- |
| Num                        | Coureur                    | Pos                        |
| 151                        | Remco Evenepoel (BEL)      | 11e                        |
| 152                        | Tim Declercq (BEL)         | 56e                        |
| 153                        | Kasper Asgreen (DEN)       | NP-4                       |
| 154                        | Fausto Masnada (ITA)       | 20e                        |
| 155                        | Ilan Van Wilder (BEL)      | AB-8                       |
| 156                        | James Knox (GBR)           | 73e                        |
| 157                        | Louis Vervaeke (BEL)       | NP-6                       |

| Trek-Segafredo TFS | Trek-Segafredo TFS       | Trek-Segafredo TFS |
| ------------------ | ------------------------ | ------------------ |
| Num                | Coureur                  | Pos                |
| 161                | Gianluca Brambilla (ITA) | NP-6               |
| 162                | Dario Cataldo (ITA)      | AB-2               |
| 163                | Markus Hoelgaard (NOR)   | 58e                |
| 164                | Alexander Kamp (DEN)     | 63e                |
| 165                | Simon Pellaud (SUI)      | 45e                |
| 166                | Quinn Simmons (USA)      | 44e                |
| 167                | Otto Vergaerde (BEL)     | NP-5               |

| UAE Team Emirates UAD | UAE Team Emirates UAD | UAE Team Emirates UAD |
| --------------------- | --------------------- | --------------------- |
| Num                   | Coureur               | Pos                   |
| 171                   | Marc Hirschi (SUI)    | NP-6                  |
| 172                   | Alessandro Covi (ITA) | NP-6                  |
| 173                   | Diego Ulissi (ITA)    | NP-6                  |
| 174                   | Rui Costa (POR)       | NP-6                  |
| 175                   | Marc Soler (ESP)      | NP-6                  |
| 176                   | Joël Suter (SUI)      | NP-6                  |
| 177                   | Matteo Trentin (ITA)  | NP-6                  |

| Alpecin-Fenix AFC | Alpecin-Fenix AFC     | Alpecin-Fenix AFC |
| ----------------- | --------------------- | ----------------- |
| Num               | Coureur               | Pos               |
| 181               | Silvan Dillier (SUI)  | NP-6              |
| 182               | Sjoerd Bax (NED)      | NP-6              |
| 183               | Michael Gogl (AUT)    | NP-5              |
| 184               | Jimmy Janssens (BEL)  | NP-6              |
| 185               | Xandro Meurisse (BEL) | NP-6              |
| 186               | Stefano Oldani (ITA)  | NP-6              |
| 187               | Jay Vine (AUS)        | NP-4              |

| Human Powered Health HPM | Human Powered Health HPM | Human Powered Health HPM |
| ------------------------ | ------------------------ | ------------------------ |
| Num                      | Coureur                  | Pos                      |
| 191                      | Kristian Aasvold (NOR)   | 54e                      |
| 192                      | Chad Haga (USA)          | 68e                      |
| 193                      | Benjamin King (USA)      | NP-1                     |
| 194                      | Gavin Mannion (USA)      | 32e                      |
| 195                      | Kyle Murphy (USA)        | AB-6                     |
| 196                      | Joey Rosskopf (USA)      | AB-5                     |
| 197                      | Keegan Swirbul (USA)     | 49e                      |

| TotalEnergies TEN | TotalEnergies TEN            | TotalEnergies TEN |
| ----------------- | ---------------------------- | ----------------- |
| Num               | Coureur                      | Pos               |
| 201               | Maciej Bodnar (POL) (chrono) | AB-6              |
| 202               | Mathieu Burgaudeau (FRA)     | 17e               |
| 203               | Lorrenzo Manzin (FRA)        | 76e               |
| 204               | Daniel Oss (ITA)             | 69e               |
| 205               | Paul Ourselin (FRA)          | 46e               |
| 206               | Peter Sagan (SVK) (route)    | NP-8              |
| 207               | Anthony Turgis (FRA)         | 67e               |

| Suisse SUI | Suisse SUI         | Suisse SUI |
| ---------- | ------------------ | ---------- |
| Num        | Coureur            | Pos        |
| 211        | Robin Froidevaux   | 70e        |
| 212        | Claudio Imhof      | AB-6       |
| 213        | Matthias Reutimann | 64e        |
| 214        | Lukas Rüegg        | AB-7       |
| 215        | Roland Thalmann    | 24e        |
| 216        | Simon Vitzthum     | 57e        |
| 217        | Yannis Voisard     | 35e        |

- Liste de départ complète